# والری آفاناسیف
والری آفاناسیف (به فرانسوی: Valery Afanassiev) رمان‌نویس و نوازنده قرن بیستم میلادی اهل فرانسه است.